# Som en blomma vissnad
Som en blomma vissnad är en psalm vars text och musik är skriven av Tomas Boström 1991 och reviderad 1993.

## Publicerad i
- Psalmer i 90-talet som nr 902 under rubriken "Tillsammans på jorden"
- Psalmer i 2000-talet som nr 959 under rubriken "Tillsammans på jorden"
- Ung psalm 2006 som nummer 230 under rubriken "Håll om mig – tårar, tröst och vila".[1]